# 潘斌龙
潘斌龙（1977年7月12日—），黑龙江鸡西人，中国大陆男演员。2004年考入中央戏剧学院相声表演班，师从相声表演艺术家冯巩、戏剧表演艺术教育家常莉。

## 生平

### 获奖经历
- 1998年参演的舞蹈《受阅在明天》获中国人民解放军文艺汇演 荣获金奖
- 1998年参加全国军民双拥晚会,次年参加“群星奖”全国舞蹈大赛 荣获金奖
- 2004年参加北京台“立白杯”全国相声、小品大赛小品《摆设》 荣获三等奖
- 2005年参加北京台“立白杯”全国相声、小品大赛相声《同在蓝天下》 荣获一等奖
- 2008年春节参加中央电视台春节联欢晚会，与冯巩、闫学晶、王宝强共同表演相声剧《公交谐奏曲》，并获中央电视台“中国人寿杯”观众最喜爱的春晚节目评选活动的一等奖

## 綜藝節目
- 2010年《爱笑会议室》
- 2015年《全员加速中》
- 2016年《欢乐喜剧人 第二季》
- 2016年《喜剧总动员》
- 2020年 《我就是演员》

## 外部連結
- 大潘潘斌龙的新浪微博
- 潘斌龙在豆瓣上的资料（简体中文）
- 潘斌龙在香港影庫上的簡介